# ちいさいぜ!ちょこやまくん
『ちいさいぜ！ちょこやまくん』は、発見研究所による日本の漫画作品であり、2013年・2015年にNHKワンセグ2・NHK教育テレビジョンで放送された番組『青山ワンセグ開発』内の5分間ミニドラマである。

## 概要
- 最初の主人公・「ちょこやまくん」横山弘は、テレビや雑誌で取り上げられるキャラクターで、2011年にメディアファクトリーの第10回ダ・ヴィンチキャラブック大賞で金賞を受賞した[9][10][11]。
- 2012年1月20日、1冊目の単行本がメディアファクトリーから発行される。2012年6月15日、2冊目の『ちいさいぜ！ちょこやまくん2』の発売を記念しており、毎週木曜日にダ・ヴィンチ電子ナビの公式サイトで週刊『ちょこやまくん』の連載を開始する[12]。
- 2013年4月12日 - 4月26日、『青山ワンセグ開発』で毎週1話の実写ドラマ化された作品を披露し、レギュラー番組企画に参加する[13][14][15][16]。2013年5月3日、「生放送スペシャル」に投票数で負けて落選する[17][※ 1]。
- 2015年1月16日、2013年度の敗者として「復活バトル・冬 1月期」の2回目に優勝となる。1月30日、生放送された決勝戦に優勝して、新作企画を開始する[18][※ 2]。3月27日、『青山ワンセグ開発』の最終回に旧作3話のダイジェストと新作3話が一挙放送される[※ 3]。

## 放送内容
- 2013年4月12日、第1話「ちょこやまくん合コンへ行く」。
- 2013年4月19日、第2話「ちょこやまくん派遣社員にときめく」。
- 2013年4月26日、第3話「ちょこやまくんカラオケへ行く」。
- 2015年3月27日、「ちょこやまくんスペシャル」（第1話 - 第3話の総编集、第4話「ちょこやまくんプレゼンをする」・第5話「ちょこやまくんキャバクラに行く」・第6話「ちょこやまくんデートをする」）

## キャスト
- 児嶋一哉（アンジャッシュ）：36歳の広告代理店係長代理・横山弘 役（全6話）
- 宇野実彩子（AAA）：26歳の派遣社員・新代田ミサ 役（第2話より）
- 三上陽永（虚構の劇団）：
- 杉浦一輝（虚構の劇団）：
- 富山恵理子（虚構の劇団）：
- 浜田由梨：
- 西尾季隆（X-GUN）：（第5話）
- 伊藤祐輝（虚構の劇団）：（第4話）
- 渡辺芳博（虚構の劇団）：（第4話）
- 松尾寧夏（S★スパイシー）：キャバ嬢 役（第5話）
- 栗田萌（S★スパイシー）：キャバ嬢 役（第5話）
- 土井玲奈：小橋 役（第1話）

## 挿話

### 新代田ミサ
- 原作小説には登場しないドラマ版オリジナルのキャラクターであり、出演当時では26歳の宇野実彩子（うのみさこ）によって創造されるヒロイン[19]。
- 宇野実彩子の自体において、友人の児嶋一哉がドラマ初主演を務める本作に友情出演である。